# Oberbexbach

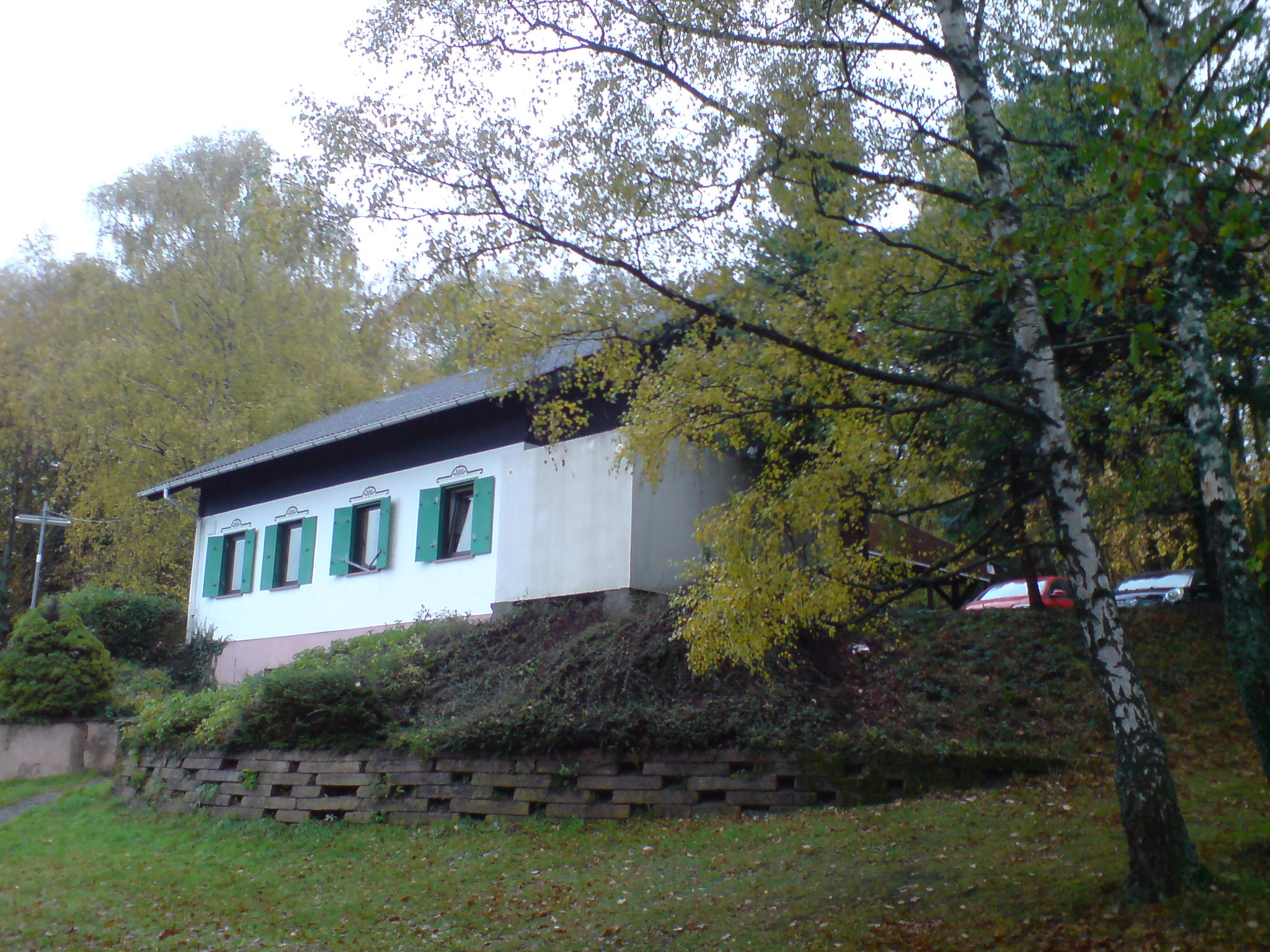
Die Steinberghütte des Pfälzerwald-Vereins

Oberbexbach ist ein Stadtteil von Bexbach im Saarpfalz-Kreis. Er ist nach Bexbach Stadt der einwohnerstärkste Stadtteil von Bexbach.

## Geschichte
Der Ort gehörte zur Gemeinde Oberbexbach-Frankenholz. Am 1. April 1937 wurde die Gemeinde Höcherberg aus den bisherigen Gemeinden Höchen, Mittelbexbach und Oberbexbach-Frankenholz neu gebildet. Erst am 1. Mai 1947 wurde Oberbexbach anlässlich der Auflösung der Gemeinde Höcherberg eine selbständige Gemeinde im Landkreis Homburg. Diese Eigenständigkeit endete am 1. Januar 1974, als im Zuge der saarländischen Gebiets- und Verwaltungsreform die Gemeinde Oberbexbach zu einem Stadtteil der Stadt Bexbach wurde.

## Religionen
In der Ortsmitte von Oberbexbach gibt es eine katholische (St. Barbara) und eine protestantische (Christuskirche) Kirche.

## Politik
Aufgrund der Kommunalwahl am 9. Juni 2024 ergab sich folgende Sitzverteilung im Ortsrat:

- CDU: 43,77 % (3 Sitze)
- SPD: 28,94 % (2 Sitze)
- FWG: 27,29 % (2 Sitze)

Ortsvorsteher

1999–2007: Lorenz Schley (CDU)

2007–2009: Dieter Kauf (CDU)

2009–2017: Günter Strähl (SPD)

2017–2022: Stefan Schmelzer (SPD)

2022 – 10. Juli 2024: Gerhard Pirrung (FWG)

seit 10. Juli 2024: Dominik Feldner (CDU)

## Steinberghütte
Außerhalb des Ortes auf der Südflanke des Höcherbergs im Wald Richtung Frankenholz betreibt die Ortsgruppe Oberbexbach des Pfälzerwald-Vereins seit 1971 auf 360 m Höhe die Steinberghütte. Von hier hat man eine sehr gute Aussicht auf die umliegenden Ortschaften.